# 아이돌마스터 신데렐라 걸즈 U149
《아이돌마스터 신데렐라 걸즈 U149》(일본어: アイドルマスター シンデレラガールズ U149 아이도루마스타 신데레라 가루즈 유이치욘큐[*])는 반다이 남코 엔터테인먼트의 원작, 쿄우노의 작화에 의한 소셜 게임 《아이돌마스터 신데렐라 걸즈》의 만화화 작품이다.
제3예능과에 소속된 신장 149cm 이하의 초등학생 아이돌을 주역으로 한 만화 작품이다. 2016년 10월 15일에 프롤로그가 되는 제0화가 공개되었고, 2016년 11월 28일부터 연재가 개시되었고, 2024년 11월 23일 갱신의 제152화로 완결되었다.
게임 《아이돌마스터 신데렐라 걸즈》에서는 단행본 제1권의 발매를 기념해, 작중에 등장한 의상을 모티브로 한 쁘띠 의상이 선물되었다. 또한 《아이돌마스터 신데렐라 걸즈 스타라이트 스테이지》에서는 기간 한정 이벤트 '신데렐라 캐러밴 U149 응원!!'이 2018년 2월 12일부터 2월 17일까지 개최되었으며, 유우키 하루와 마토바 리사가 이벤트 한정 아이돌이 된 것 외에도 작중에 등장한 굿즈를 모티브로 한 룸 아이템이 선물되었다.

## 등장인물

### 제3예능과
타치바나 아리스(橘 ありす)
성우 - 사토 아미나
사쿠라이 모모카(櫻井 桃華)
성우 - 테루이 하루카
코가 코하루(古賀 小春)
성우 - 코모리 유리
유우키 하루(結城 晴)
성우 - 코이치 마코토
마토바 리사(的場 梨沙)
성우 - 타메가이 하나
사사키 치에(佐々木 千枝)
성우 - 이마이 아사카
아카기 미리아(赤城 みりあ)
성우 - 쿠로사와 토모요
유사 코즈에(遊佐 こずえ)
성우 - 하나타니 마키
후쿠야마 마이(福山 舞)
사죠 유키미(佐城 雪美)
성우 - 나카자와 미나
이치하라 니나(市原 仁奈)
성우 - 쿠노 미사키
류자키 카오루(龍崎 薫)
성우 - 하루세 나츠미
요코야마 치카(横山 千佳)

### 사원
프로듀서
성우 - 요나이 유우키
트레이너
성우 - 사쿠라 아야네

## TV 애니메이션
2022년 4월 3일에 개최된 "THE IDOLM@STER CINDERELLA GIRLS 10th ANNIVERSARY M@GICAL WONDERLAND!!!"의 2일째 공연에서 텔레비전 애니메이션화가 발표되었다. 2023년 4월 6일 새벽(5일 심야)부터 6월 29일까지 TV 도쿄 등에서 방송되었다.

### 스태프
- 원작 - 반다이 남코 엔터테인먼트[7]
- 원안 - 쿄우노(廾之)(사이코미 '아이돌 마스터 신데렐라 걸즈 U149')[7]
- 감독·음향 감독 - 오카모토 마나부(岡本学)[7]
- 부감독 - 타카시마 히로유키(高嶋宏之)[7]
- 시리즈 구성·각본 - 무라야마 오키(村山 沖)[7]
- 애니메이션 캐릭터 디자인·총작화 감독 - 이가와 노리에(井川典恵)[7]
- 컨셉 아트 - 오오쿠보 킨이치(大久保錦一)[7]
- 디자인 웍스 - 노다 타케시(野田 猛), 오다자키 케이코(小田崎恵子), 나카무라 노리코(中村倫子), 와타나베 아키히로(渡部尭皓), 마키타 미치코(槙田路子)[7]
- 어드바이서 - 나가마치 히데키(長町英樹)
- 미술 설정 - 소노 요시히로(曽野由大), 타카하시 타케유키(高橋武之), 카네히라 카즈시게(金平和茂)[7]
- 미술 감독 - 이노우에 카즈히로(井上一宏)[7]
- 색채 설계 - 도이 마키코(土居真紀子)[7]
- 3DCG 디렉터 - 이시카와 히로미츠(石川寛貢), 사카키 마사무네(榊 正宗), 카미야 노부유키(神谷 宣幸)[7]
- 촬영 감독 - 세키야 요시히로(関谷能弘)[7]
- 편집 - 미시마 아키노리(三嶋章紀)[7]
- 음악 - 미야자키 마코토(宮崎誠)
- 음악 제작 - 일본 컬럼비아[7]
- 음악 프로듀서 - 카시와야 토모히로(柏谷智浩)
- 기획 감수 - 혼다 요시히로(本田良寛)
- 프로듀서 - 카와구치 료타(川口崚太), 토미타 코이치로(冨田功一郎), 아키타 미노루(秋田穣), 카시와야 토모히로(柏谷智浩)
- 애니메이션 프로듀서 - 우에우치 켄타(上内健太)
- 애니메이션 제작 - CygamesPictures[7]
- 제작 - 반다이 남코 엔터테인먼트, Cygames, 일본 컬럼비아

### 주제가 및 삽입곡

#### 오프닝 테마
Shine In The Sky☆
U149에 의한 오프닝 테마. 작사는 Mahiro, 작곡은 슌류, 편곡은 Sizuk.

#### 엔딩 테마
들러 보는 리틀 스타(よりみちリトルスター)
U149에 의한 제1화 엔딩 테마. 작사는 아사쿠라 미치, 작곡·편곡은 와타나베 체루.
모두의 기분(みんなのきもち)
이치하라 니나(쿠노 미사키)에 의한 제2화 엔딩 테마. 작사·작곡·편곡은 BNSI(사토 타카후미).
Romantic Now
아카기 미리아(쿠로사와 토모요)에 의한 제3화 엔딩 테마. 작사는 BNSI (MC TC), 작곡·편곡은 BNSI (Taku Inoue).
사랑의 찬가(愛の讃歌)
사쿠라이 모모카(테루이 하루카)에 의한 제4화 엔딩 테마. 작사는 코가네이 츠쿠모, 작곡·편곡은 츠카다 슈헤이(TRYTONELABO).
GEMSTONE
마토바 리사(타메가이 하나)에 의한 제5화 엔딩 테마. 작사·작곡은 데구치 료, 편곡은 데구치 료, 이이다 료타.
ACE
유우키 하루(코이치 마코토)에 의한 제6화 엔딩 테마. 작사는 미즈노 겐키, 작곡·편곡은 무츠키 슈헤이.
부탁해! 신데렐라(お願い！シンデレラ)
코가 코하루(코모리 유리)에 의한 제7화 엔딩 테마. 작사는 marhy, 작곡·편곡은 NBSI(우치다 테츠야).
동경 Stitch(あこがれステッチ)
사사키 치에(이마이 아사카)에 의한 제8화 엔딩 테마. 작사는 이소가이 요시에, 작곡은 오노 타카미츠, 편곡은 타마키 치히로.
해바라기 마크를 찾아라!(ひまわりマークをさがせ！)
류자키 카오루(하루세 나츠미)에 의한 제9화 엔딩 테마. 작사는 타카세 아이코, 작곡·편곡은 와타나베 체루.
Good day Good night(グッデイ・グッナイ)
U149에 의한 제10화·제12화 엔딩 테마. 작사·작곡·편곡은 히게드라이버.
와타나베 체루에 따르면 "이 곡이 원래의 통상 엔딩 테마고, 상기 곡들은 모두 특별 ED"라고 했다
to you for me
타치바나 아리스(사토 아미나)에 의한 제11화 엔딩 테마. 작사는 와타나베 시오, 작곡은 BNSI(Yoshi), 편곡은 타키자와 슌스케 (TRYTONELABO).
とくとく……とく……
사죠 유키미(나카자와 미나)에 의한 특별편 1 엔딩 테마. 작사·작곡·편곡은 모리모토 렌.
おめざめめーめー
유사 코즈에(하나타니 마키)에 의한 특별편 2 엔딩 테마. 작사: 야시로 유타, 작곡: 미야자키 마유, 편곡: 가사 야스히로.

#### 삽입곡
부탁해! 신데렐라(お願い！シンデレラ)
제1화 삽입곡. 작사는 marhy, 작곡·편곡은 NBSI(우치다 테츠야).
아리스의 레슨과 프로듀서의 노래방 노래로 사용.
너에게 한껏☆(きみにいっぱい☆)
이치하라 니나(쿠노 미사키), 이치노세 시키(아이하라 코토미), 미야모토 프레데리카(타카노 아사미)에 의한 제2화 삽입곡. 작사는 Apis(TRYTONELABO), 작곡·편곡은 타키자와 슌스케(TRYTONELABO).
들쭉날쭉 스피드스타(凸凹スピードスター)
아베 나나(미야케 마리에), 사토 신(하나모리 유미리), 아카기 미리아(쿠로사와 토모요)에 의한 제3화 삽입곡. 작사·작곡·편곡은 유요윳페.
무중력 셔틀(無重力シャトル)
사쿠라이 모모카(테루이 하루카)에 의한 제4화 삽입곡. 작사·작곡은 키타가와 유우진, 편곡은 타마야2060%(Wienners).
BEYOND THE STARLIGHT
마토마 리사(타메가이 하나)에 의한 제5화 삽입곡. 작사는 야시로 유타, 작곡·편곡은 이시하마 카케루(MONACA).
Tulip
하야미 카나데(이이다 유우코), 시오미 슈코(루팅), 죠가사키 미카(요시무라 하루카), 미야모토 프레데리카(타카노 아사미), 이치노세 시키(아이하라 코토미)에 의한 제6화 삽입곡. 작사는 모리 유리코, 작곡·편곡은 이시하마 카케루(MONACA).
Nightwear
하야미 카나데(이이다 유우코), 시오미 슈코(루팅), 죠가사키 미카(요시무라 하루카), 미야모토 프레데리카(타카노 아사미), 이치노세 시키(아이하라 코토미)에 의한 제6화 삽입곡. 작사는 MC TC, 작곡·편곡은 Taku Inoue.
I'm a little princess ~별님에게 부탁해요~(アイム・ア・リトル・プリンセス ～お星さまにお願い～)
코가 코하루(코모리 유리)에 의한 제7화 삽입곡. 작사는 朝倉路, 작곡·편곡은 와타나베 체루.
Sing the Prologue♪
사사키 치에(이마이 아사카), 키류 츠카사(카와세 마키)에 의한 제8화 삽입곡. 작사는 타카세 아이코, 작곡은 타키자와 슌스케(TRYTONELABO), 편곡은 TAKT(TRYTONELABO).
내가 Rule(アタシガルール)
키류 츠카사(카와세 마키)에 의한 제8화 삽입곡. 작사·작곡·편곡은 츠루사키 코이치.
SUN♡FLOWER
타치바나 아리스(사토 아미나), 유우키 하루(코이치 마코토), 류자키 카오루(하루세 나츠미)에 의한 제9화 삽입곡. 작사는 사카이 류지, 작곡·편곡은 야마자키 신고.
맹렬★사회 정화 Gulity!(モーレツ★世直しギルティ！)
호리 유코(스즈키 에리), 카타기리 사나에(와키 아즈미), 오이카와 시즈쿠(노구치 유리)에 의한 제9화 삽입곡. 작사는 fumi, 작곡은 오노 타카미츠, 편곡은 타마키 치히로.
Zero to One!!(ゼロトゥワン!!)
U149에 의한 제10화 삽입곡. 작사·작곡·편곡은 미야자키 마코토.
Doremi Factory!(ドレミファクトリー！)
U149에 의한 제10화 삽입곡, 작사·작곡은 슌류, 편곡은 SizuK.
in fact
타치바나 아리스(사토 아미나)에 의한 제11화 삽입곡. 작사·작곡은 후지타 마이코, 편곡은 카와다 루카.
Hi-Fi☆Days
사사키 치에, 사쿠라이 모모카, 이치하라 니나, 류자키 카오루, 아카기 미리아에 의한 제12화 삽입곡. 작사·작곡·편곡은 미야자키 마코토.
반짝거림☆(キラメキ☆)
U149에 의한 제12화 삽입곡. 작사는 타카세 아이코, 작곡·편곡은 와타나베 체루.

### 에피소드 목록
| 화수   | 제목                                                                                          | 그림 콘티         | 연출                            | 작화 감독 | 방송일           |
| ------ | --------------------------------------------------------------------------------------------- | ----------------- | ------------------------------- | --- | ---------------- |
| 제1화  | 鏡でも見ることができない自分の顔って、なに? 거울로도 볼 수 없는 자신의 얼굴이란 건 뭐야?      | 오카모토 마나부   | 카타오카 후미아키               | 이가와 노리에 | 2023년 4월 6일   |
| 제2화  | おでかけなのにただいまをするもの、なに? 외출한 건데 다녀왔다고 하는 사람은, 누굴까?           | 타카시마 히로유키 | 타카시마 히로유키               | 스가와 코타 마키타 미치코 타카츠마 타쿠미 이가와 노리에 | 4월 13일         |
| 제3화  | 海に沈んでもぬれないもの、なに? 바다에 가라앉아도 젖지 않는 사람은, 누굴까?                   | 타카하시 마사노리 | 타카하시 마사노리               | 스에다 아키히로 코이케 사토시 사사키 히로야 | 4월 20일         |
| 제4화  | 羽が折れているのに飛んでいくもの、なに? 날개가 부러져 있는데 날아가는 사람은, 누굴까?         | 카와하라 류타     | 카와하라 류타                   | 노다 타케시 | 4월 27일         |
| 제5화  | すごく高いのにずっと地下にあるもの、なに? 아주 높은데 계속 지하에 있는 사람은, 누굴까?        | 나가마치 히데키   | 나가마치 히데키                 | 나가누마 토모야 쿠리하라 히로아키 | 5월 4일          |
| 제6화  | 暑くなればなるほどかけるもの、なに? 뜨거워질수록 달리는 사람은, 누굴까?                       | 이레이 에리       | 이레이 에리                     | 이레이 에리 오카자키 아키라 사이타 케이노스케 사사키 히로야 시카토 다이스케 타키 고로 호무라 미노리 蔡泓鏗 하마히라 아오이 하야시 유카 24㎡                      | 5월 11일         |
| 제7화  | 声を持たないのに語るもの、なに? 목소리가 없는데 말하는 건, 누굴까?                            | 타카시마 히로유키 | 란자키 아카리                   | 스가와 코타 야나가 사오리 마키타 미치코 | 5월 18일         |
| 제8화  | 綺麗になるためにはくもの、なに? 아름다워지기 위해 입는 사람은, 누굴까?                        | 카타오카 후미아키 | 카타오카 후미아키               | 이가와 노리에 오다자키 케이코 사사키 히로야 스기조노 아키코 오카자키 아키라 코이케 사토시 호무라 미노리 타카츠카 타쿠미 야나가 사오리 studio maf 하마히라 아오이 | 6월 1일          |
| 제9화  | あったかいと顔がほころぶもの、なに? 따뜻하면 얼굴이 풀어지는 사람은, 누굴까?                  | 모로토미 나오야   | 모로토미 나오야                 | 아키즈키 아야 키리타니 마사키 토미나가 카즈히토 나카지마 준 하뉴                                                                                                 | 6월 8일          |
| 제10화 | 重ねれば重ねるほど大きくなる色って、なに? 겹치면 겹칠수록 커지는 색은, 뭐야?                  | 나가마치 히데키   | 타카하시 마사노리 白羽 鬨       | 코이케 사토시 야나가 사오리 토미야 미카 오치아이 료스케 蔡泓鏗 타카츠카 타쿠미 studio maf 하마히라 아오이 하야시 유카                                            | 6월 15일         |
| 제11화 | 大人と子供の違いって、なに? 어른과 아이의 차이란 건, 뭘까?                                    | 코바야시 아츠시   | 코바야시 아츠시                 | 이가와 노리에 쿠리하라 히로아키 타키 고로 오카자키 아키라 마키타 미치코 스가와 코타 야나가 사오리 사사키 케이고 타카츠마 타쿠미                                  | 6월 22일         |
| 제12화 | 明るい時は見えなくて、眠る時に見えるもの、なに? 밝을 때는 보이지 않고, 잘 때 보이는 건, 뭐야? | 스즈키 켄타로     | 미우라 타케히로 이바타 요시히데 | 코이케 사토시 사사키 히로야 시카토 다이스케 나가누마 토모야 나가마치 히데키 야나가 사오리 하라 마코토 이가와 노리에 하마히라 아오이 오치아이 료스케 蔡泓鏗       | 6월 29일         |
| 특별편 | 見えないけど、跳ねたりおどったりするもの、なに？                                              | 모로토미 나오야   | 모로토미 나오야                 | 모로토미 나오야 타카츠마 타쿠미 蔡泓鏗 | 2023년 10월 25일 |
| 특별편 | おしゃべりすると咲く花って、なに？                                                            | 카타오카 후미아키 | 카타오카 후미아키               | 이가와 노리에 나가누마 토모야 오카자키 아키라 마키타 미치코 코이케 사토시                                                                                        | 2023년 10월 25일 |

## 관련 미디어

### CD
THE IDOLM@STER CINDERELLA GIRLS U149 ANIMATION MASTER
애니메이션 사용곡을 수록한 싱글 CD 시리즈.

### 내용주
1. ↑  BD 제4권 수록.

### 유닛 구성원
1. 1 2 3 4  타치바나 아리스(사토 아미나), 사쿠라이 모모카(테루이 하루카), 아카기 미리아(쿠로사와 토모요), 마토바 리사(타메가이 하나), 유우키 하루(코이치 마코토), 사사키 치에(이마이 아사카), 류자키 카오루(하루세 나츠미), 이치하라 니나(쿠노 미사키), 코가 코하루(코모리 유리)

### 참조주
1. ↑  “バンナム、新作漫画作品「アイドルマスター シンデレラガールズ U149」を11月より『サイコミ』で連載開始！ 第0話は本日掲載！”. 《gamebiz》 (gamebiz). 2016년 10월 15일. 2023년 3월 13일에 확인함.
2. ↑  “サイコミ「アイドルマスター シンデレラガールズ U149」、11月28日（月）より連載スタート！”. 《【공식】 아이돌마스터 포털(아이마스)》. 반다이 남코 엔터테인먼트. 2016년 11월 21일. 2023년 3월 13일에 확인함.
3. ↑  imascg_chihiro (2017년 7월 28일). “「アイドルマスター シンデレラガールズ U149」単行本1巻の発売を記念して、「U149」に登場した衣装をモチーフとした、ぷち衣装6個をプレゼント！ ゲームにアクセスして、報酬をゲットしましょう！” (트윗). 2023년 3월 13일에 확인함.
4. ↑  “バンナム、『デレステ』で期間限定イベント「シンデレラキャラバン」を開始…「U149」応援編として限定アイドル「結城晴」と「的場梨沙」が獲得可能”. 《gamebiz》 (ゲームビズ). 2018년 2월 12일. 2023년 3월 13일에 확인함.
5. ↑  “『アイマス シンデレラガールズ』U149のテレビアニメ化や新たな形式のシンデレラガール総選挙が発表【10周年ツアーファイナル公演2日目発表まとめ】”. 《패미통.com》 (KADOKAWA Game Linkage). 2022년 4월 3일. 2023년 3월 13일에 확인함.
6. ↑  “【シンデレラ】TVアニメ「アイドルマスター シンデレラガールズ U149」 2023年4月放送予定！公式Twitterを開設！ そして「リアル第3芸能課プロジェクト」も始動！”. 《【공식】 아이돌마스터 OFFICIAL WEB(아이마스)》. 2022년 11월 27일. 2022년 11월 27일에 확인함.
7. 1 2 3 4 5 6 7 8 9 10 11 12 13 14 15 16  “Staff ＆ Cast”. 《TV 애니 "아이돌마터 신데렐라 걸즈 U149" 공식 사이트》. 반다이 남코 엔터테인먼트. 2022년 11월 27일에 확인함.
8. ↑  “オープニングテーマが決定！”. 《TV 애니 "아이돌마터 신데렐라 걸즈 U149" 공식 사이트》. 반다이 남코 엔터테인먼트. 2023년 2월 15일. 2023년 3월 13일에 확인함.
9. ↑  “THE IDOLM@STER CINDERELLA GIRLS U149 ANIMATION MASTER 01（THE IDOLM@STER CINDERELLA GIRLS U149 ANIMATION MASTER シリーズ音楽情報）”. 《아이돌마스터 (THE IDOLM@STER) 공식 페이지》. 일본 컬럼비아. 2023년 3월 13일에 확인함.
10. ↑  渡部チェル(わたなべ ちぇる) [cher_vOwO] (2023년 12월 24일). “というわけで！10話で流れたヒゲドライバーくんの曲「グッデイ・グッナイ」がこのアニメU149の所謂ED曲になります” (트윗) (일본어). 2022년 12월 24일에 확인함.